# Torche
Pour les articles homonymes, voir Torche (homonymie).

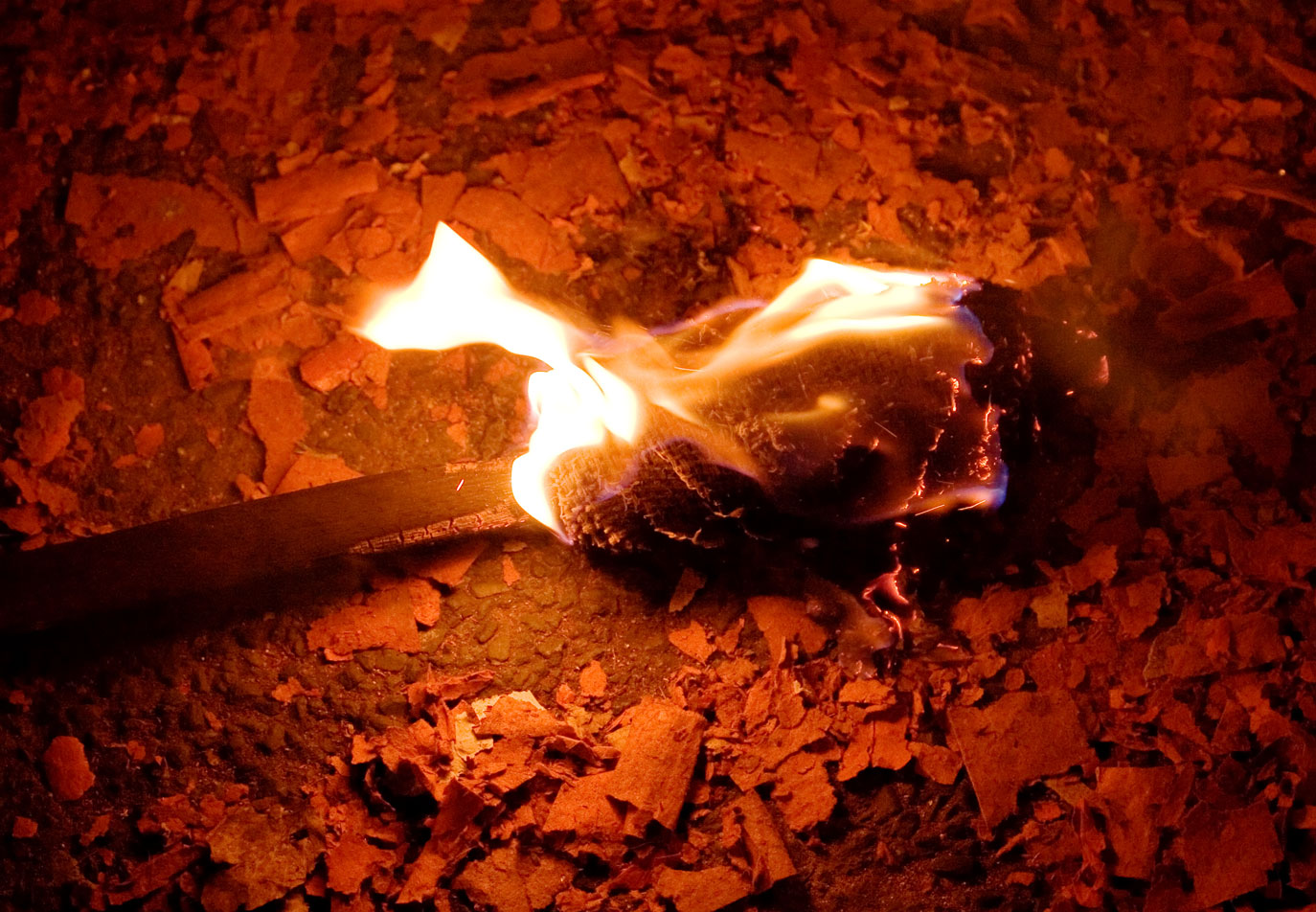
Une torche artisanale.

Une torche est un instrument qui se présente sous la forme d’un bâton que l’on enflamme à une extrémité pour pouvoir éclairer.

## Bois gras du pin,taedades anciens

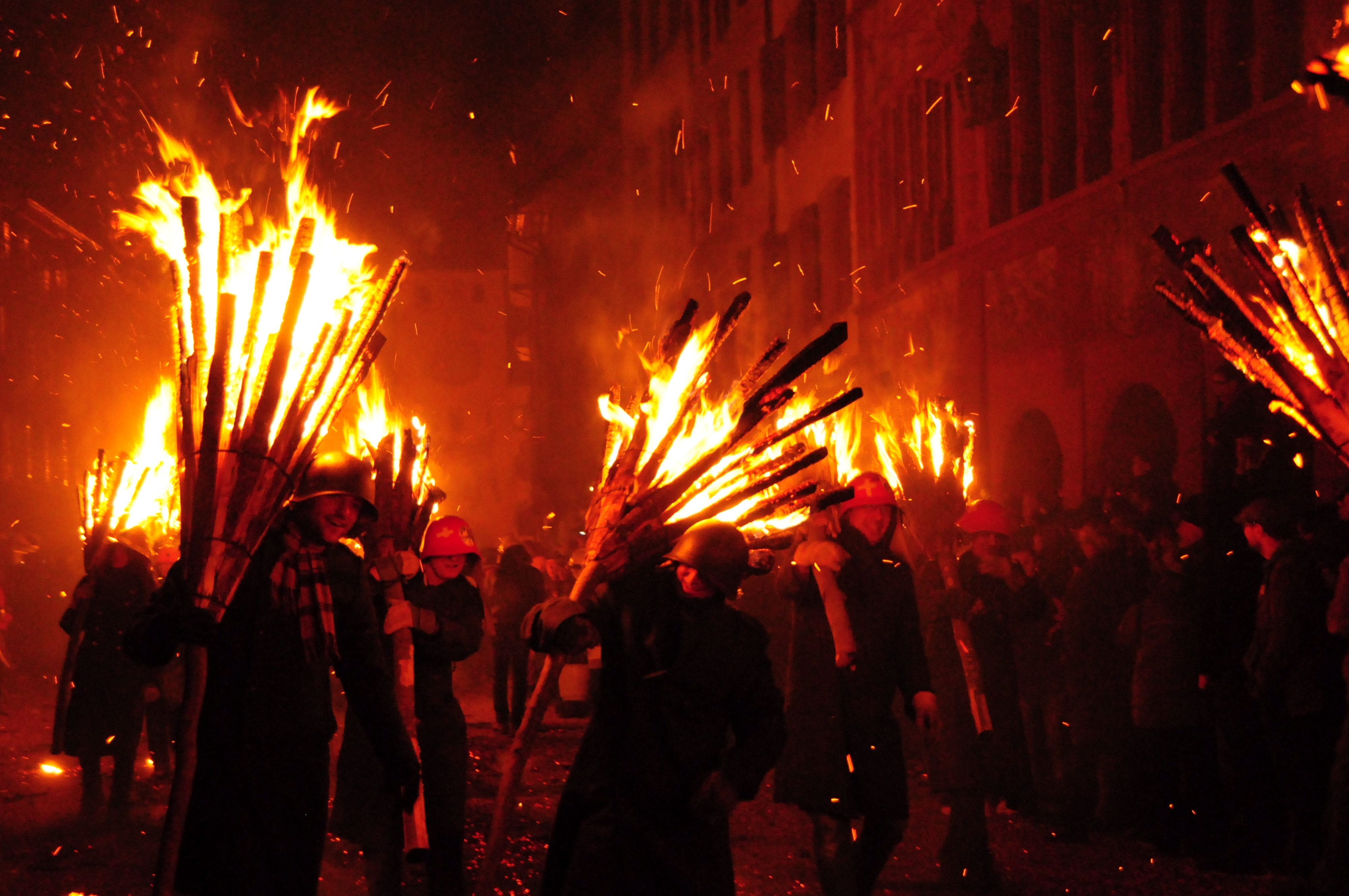
Chienbaese à Liestal.

Le pin est et plus particulièrement le bois gras de pin étaient appréciés pour leur caractère inflammable et leur pouvoir éclairant. Une des caractéristiques des bois résineux est de produire une flamme plus active et plus durable que la majorité des essences feuillues, ce qui tient à la résine de pin, constituée d'hydrocarbures terpéniques à haut pouvoir calorifique, qui favorise l'inflammation du bois ; mais aussi la densité du bois qui favorise une combustion harmonieuse des gaz inflammables qui ne se consument ni trop rapidement ni trop lentement. Cela a pu être observé à la grotte Chauvet où les peintres du paléolithique ont porté leur choix sur Pinus sylvestris pour éclairer leur travail et par ailleurs produire le noir de charbon employé comme pigment.
On retrouve cette préférence pour le bois de pin dans la divergence de sens du terme latin taeda qui peut désigner le pin et une torche. Philibert Monet parle de torche de tede ou torche de tie ; le bois se transforme en tede soit en bois gras. Tede, teze, teie, tie désigne la  substance ligneuse fort grasse en laquelle se transmue le tronc des arbres résineux, ou de soi-même, par excessive abondance de résine ou par le soin de ceux qui dépouillant de tels arbres de leur écorce procurent telle transmutation. « Il n'est aucun arbre qui ait le nom et la nature de tede, quoique Pline ait écrit le contraire ».  Les procédés employés dans l'Antiquité sont connus de Pline, et avant de Théophraste dans son Historia Plantarum: « À ce que racontent les habitants de l'Ida, quand ils ont ôté l'écorce du tronc (ils l'enlèvent du côté exposé au soleil, sur deux ou trois coudées à partir du sol), il faut un an au plus pour que la résine afflue et imprègne le bois mis à nu ; puis, un nouvel éclat de bois étant enlevé à la hache, on recommence l'opération l'année suivante, puis la troisième année ; après quoi, du fait des entailles, l'arbre pourrit et est abattu par le vent ; on extrait alors le cœur, qui est très résineux, ainsi que celui des racines (celles-ci aussi sont riches en résine, comme nous l'avons dit) ». Théophraste nomme le bois gras, δάς (das). C'est ce même bois qui sert à l'extraction de la poix. La répartition des représentants actuels (1901) du mot taeda donne à l'italien le mot « tèda », à l'espagnol le mot « tea » (tea ou teda), au béarnais le nom « tède », désignant toutes  « la torche résineuse faite en bois de pin ». Une forme « tèzo » se retrouve dans le Gévaudan. 
Attribut d'Hyménée, la torche faite d'une branche résineuse, était utilisée par la Rome antique pendant les rites sacrés et les mariages. Les divinités porte-flambeau sont dites taedifer ou lucifer.
Chez un commentateur de Dioscoride du XVIe siècle confirmé par un dictionnaire de marine de 1702, dans la fabrication de la poix navale (pix navalis), on emploie de vieux pins, entièrement « devenus torches », on les tailles en pièces comme on fait pour fabriquer le charbon de bois,.
Dans les environs des pinières, dans les Landes de Gascogne, les paysans se servaient de filasse enduite de résine de galipot et tressée, pour éclairer leurs habitations, en maintenant ces sortes de falot enflammé sous la cheminée ; on préparait avec la résine et la filasse, de grosses torches pour éclairer en plein air, la marche dans des chemins difficiles ; on se servait de torches analogues pour flamber les moules des fondeurs en métaux, c'est-à-dire afin de répandre une légère couche de noir de fumée dans tous les détails des moules avant de couler.

## Jonglerie
En jonglerie, les torches sont l’équivalent de massues enflammées avec du feu. Les mèches sont souvent en kevlar. Le combustible utilisé dépend de l’utilisation souhaitée : couleur de la flamme, autonomie, sécurité (pour les cracheurs de feu).
Le combustible le plus répandu est le pétrole désaromatisé, aussi nommé kerdane. Ce liquide inflammable possède de nombreux avantages, notamment pour la qualité de flamme produite, le peu de risques (brûlures, vapeurs...) qu'il présente, ou encore le fait qu'il n'altère que très peu les mèches.
Les autres combustibles possibles sont l’éthanol, le méthanol ou l'alcool à brûler. Ces derniers sont bien plus dangereux que le kerdane, notamment pour les brûlures qu'ils peuvent engendrer, ou à leur toxicité. Cependant, le méthanol et l'alcool à brûler (contenant 10 à 15 % de méthanol) produisent des vapeurs toxiques / mortelles en grande quantité contrairement à l’éthanol ne produisant que du dioxyde de carbone et de la vapeur d'eau lors de leur combustion. Ces trois combustibles restent cependant très dangereux, même au repos.
Ces trois combustibles peuvent notamment être utilisés à la place du Kerdane dans le but d'obtenir des flammes colorées. En effet, le mélange de ces derniers avec de nombreux composés en poudre permet aux flammes de prendre des teintes allant du violet au rouge.

## Galerie

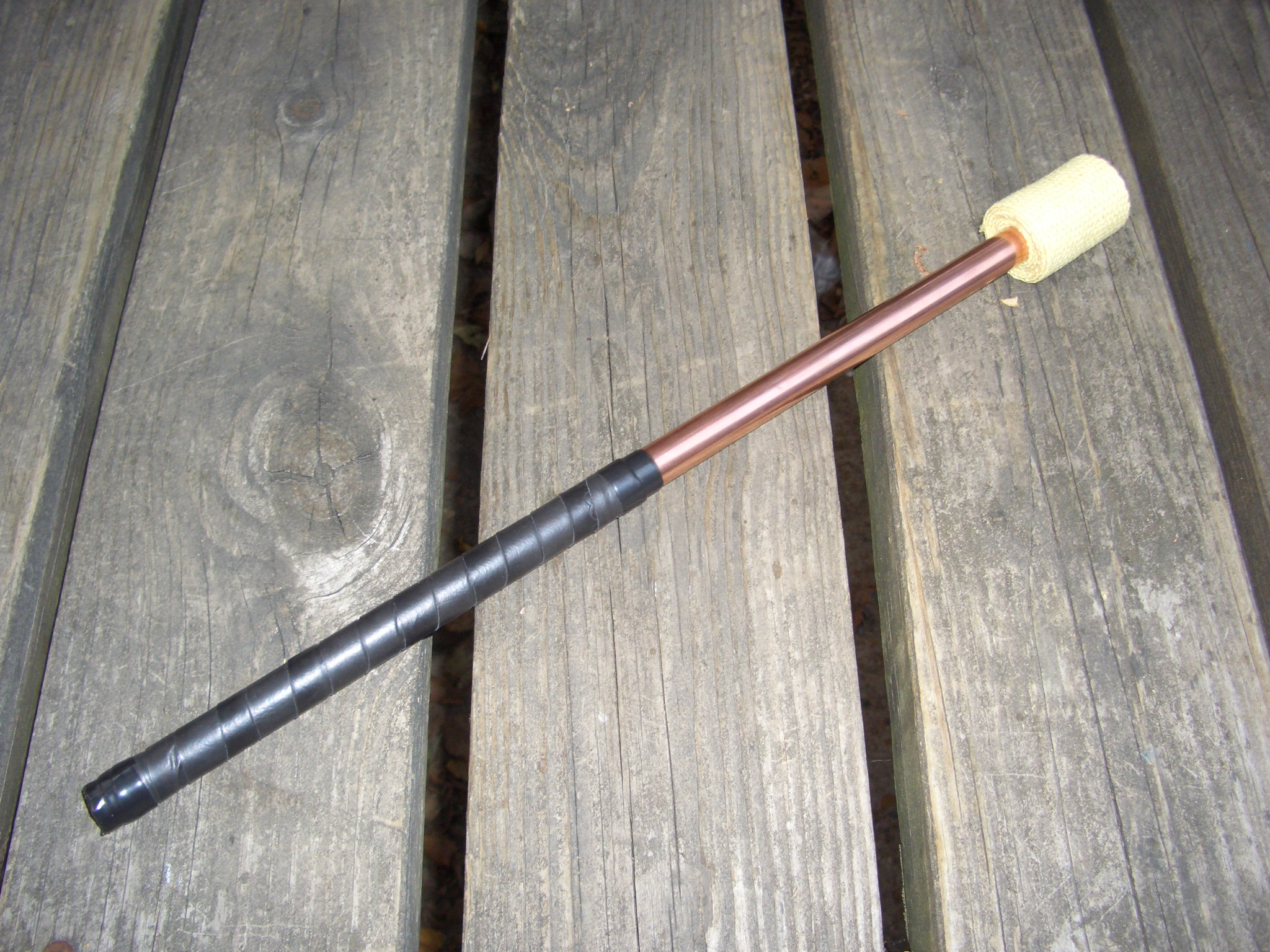
Une torche récente.